# Paul Muckenhaupt
Paul Muckenhaupt (* 12. Oktober 1901 in Olpe, Westfalen; † 1. Januar 1977 in Bad Nauheim) war ein deutscher Politiker (SPD) und Beamter.
Paul Muckenhaupt war ein Sohn eine Gerbers und besuchte ein humanistisches Gymnasium in Olpe. Er machte ab 1917 eine kaufmännische Lehre und wurde Kaufmann. Von 1922 bis 1925 war er Verkäufer und Expedient bei der Lederfabrik Hirschberg in Berlin und trat dem Gewerkschaftsbund der Angestellten (GDA) bei. Ab 1934 war Muckenhaupt Reisevertreter der Firma Gebrüder Fiege in Hannover. 1943 wurde er dienstverpflichtet bei der Wirtschaftsgruppe Groß- und Außenhandel.
Nach dem Zweiten Weltkrieg arbeitete Muckenhaupt beim Magistrat von Berlin. Da Bruno Lösche Bezirksrat im Bezirk Tiergarten wurde, rückte Muckenhaupt im Februar 1949 in die Stadtverordnetenversammlung von Groß-Berlin nach, schied aber 1950 mit dem Ende der Legislaturperiode aus dem Parlament aus. Er war zuletzt Senatsrat beim Senat von Berlin und wurde mit dem Bundesverdienstkreuz 1. Klasse geehrt.